# خالد حاج
خالد علي حاج أو كما يعرف حركيًا أبو حازم الشاعر (1973 - 15 مارس 2004) قائد تنظيم القاعدة في جزيرة العرب.

## سيرته
ولد الحاج في مدينة جدة ونشأ فيها، وفي سنوات مضت من حياته سُجن بعد عودته من الجهاد في أفغانستان، ليصدر قرارًا بترحيله بعد ذلك إلى اليمن، ومنها اتجه إلى أفغانستان وتدرب في معسكرات القاعدة. وكان آخر موقع وظيفي عرف فيه ضمن التنظيم أنه ضمن الحراس الشخصيين لزعيم التنظيم أسامة بن لادن. بعد فترة من الزمن انتقل إلى الرياض.
كانت قيادة تنظيم القاعدة في السعودية تحت ولاية يوسف العييري الذي لقي حتفه بعد مطاردة أمنية في تربة حائل (شمال السعودية) مطلع شهر يونيو 2003، قد اتخاذت قرار مبايعة خالد حاج أميراً للتنظيم في السعودية. وعلى إثرها تم ادراجه على قائمة المطلوبين الـ 26 للأمن السعودي.

## مقتله
في بيان لوزارة الداخلية السعودية قالت أنها في 15 مارس 2004 أعدت كمينًا للإيقاع بخالد الحاج في تقاطع شارع عبد الرحمن بن عوف مع شارع الإمام أحمد بن حنبل، وبمجرد أن شاهده رجال الأمن، بادروا بإطلاق النار عليه، ثم تبع ذلك تبادل لإطلاق النار مع قوات الأمن، أدى لمقتله.